# 小林香菜 (陸上選手)
小林 香菜（こばやし かな、2001年4月4日 - ）は、日本の陸上競技選手、長距離走。

## 経歴
群馬県前橋市出身。前橋市立岩神小学校、前橋市立第三中学校、早稲田大学本庄高等学院、早稲田大学法学部卒業。
中学2年生の時に水泳部から陸上部へ転部。中学3年生の時には、3000mでジュニアオリンピック陸上競技大会に出場したほか、皇后盃全国都道府県対抗女子駅伝競走大会の群馬県代表に選出され8区に出走した。しかし、高校時代は交通事故で大けがを負った影響などから結果を残せなかった。
大学進学後、ランニングサークル「早稲田ホノルルマラソン完走会」で陸上競技に注力。アウトドア系の活動に以前から憧れがあったことから、大学入学時に思い切って登山サークル「山小屋研究会」（公認サークル）にも入会。3年間で槍ヶ岳や日本アルプスなどの山に登頂した。
大学卒業後、大塚製薬に加入し競技を継続している。

## 主な記録
2025年1月26日、大阪国際女子マラソンに出走し、日本歴代10位となる2時間21分19秒で2位入賞。
| 年     | 大会                 | 種目     | 順位 | 備考                    |
| ------ | -------------------- | -------- | ---- | ----------------------- |
| 2025年 | 大阪国際女子マラソン | マラソン | 2位  | 日本人1位、自己ベスト。 |

## 特徴・エピソード
- 小柄・小走りで見た目がそれほど速そうでないフォームが特徴。
- 早稲田大学時代はランニングサークルと登山サークルに入っていた。サークル活動と並行して総務省入省を目指し、大学4年次まで国家公務員試験の勉強のため通塾していた。知り合いを通じて実業団関係者の連絡先を入手し、大塚製薬の河野匡監督とコンタクトを取り、自ら書類を送るなどして売り込んで入社した。
- 名前の由来は「4月生まれで菜の花の季節だったから」。
- アテネオリンピック女子マラソン金メダリストの野口みずきは、「今は何色にも染まっていない真っ白な選手。これから河野匡監督と一緒にどういう色を付けて行くのか非常に楽しみ」と評している。